# Arvicanthis
Arvicanthis es un género de roedores miomorfos de la familia Muridae.

## Especies
Se reconocen las siguientes especies:
- Arvicanthis abyssinicus
- Arvicanthis ansorgei
- Arvicanthis blicki
- Arvicanthis nairobae
- Arvicanthis neumanni
- Arvicanthis niloticus
- Arvicanthis rufinus